# Миодраг Лекић
Миодраг Лекић (Бар, 21. новембар 1947) црногорски је професор, политичар и бивши југословенски дипломата.
Био је председник Демократског фронта од 2012. до марта 2015. године, а од 2015. председник је странке Демократски савез (ДЕМОС). На изборима за председника Црне Горе 2013. је тесно изгубио од тада актуелног председника Филипа Вујановића са освојених 48,8% изашлих гласача у односу на 51,2%, након што су обојица претходно прогласили победу, и након судског спора око стварног изборног резултата.

## Биографија
Лекић је рођен у Бару 1947. године где је завршио Основну школу и Гимназију. Дипломирао је на Факултету политичких наука у Београду, међународни смер. Радио је као професор барске Гимназији и као директор Информативног и Културног центра Бар. Био је члан Извршног вијећа и Владе Црне Горе као републички секретар за образовање, културу и физичку културу а потом у својој дипломатској каријери био је министар иностраних послова у Влади Мила Ђукановића (1992—1995).
Био је и амбасадор СФР Југославије у Мозамбику, Лесоту и Свазиленду. Био је и дугогодишњи амбасадор СР Југославије у Италији у Риму, на Малти и Сан Марину. Живео је у Риму, где је активно учествовао у друштвеном животу Италије и био професор на римском Универзитету - Факултет политичких наука од 2004. године. Предавао је међународну политику на Универзитету La Sapienza и Универзитету Libera Universita Internazionale. Стручни је консултант у FAO, специјализованој организацији УН.
Стручне радове из међународних односа и дипломатије објављује у часописима Affari internazzionali, Lettera internazionale, Limes, Rivista di studi politici internazionali. Део радова објављен је и на енглеском, француском, руском и шпанском језику.
Аутор је књига: La mia guerra alla guerra (2006), превод исте књиге је у Београду објављен под насловом Мој рат против рата, - Ратни дневник југословенског амбасадора током рата за Косово" (2008). За ту књигу добио је у Каљарију италијанску награду Francesco Alciator 2007. године за најбољу књигу страног аутора са медитеранског простора објављену на италијанском језику. Коаутор је књиге Dopo la pioggia. Аутор је двотомне Историја Италије (2011), Сумрак фараона (2013) и На путу за Дамаск (2014).
Пише и објављује чланке, коментаре и приказе за „Дан”, у културном додатку Vijesti Art и у београдским листовима, „НИН" и „Политика". У Италији објављује радове у часопису „Limes".
Године 2012. на позив више црногорских опозиционих странака постао је оснивач и први председник коалиције Демократски фронт.
Ожењен је и отац две ћерке.
Изјашњава се као Црногорац по националности.